# 捷列什卡河

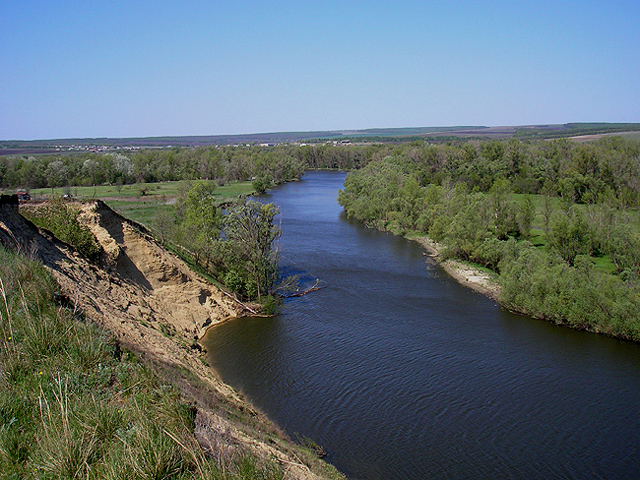
捷列什卡河

捷列什卡河是俄羅斯的河流，位於烏里揚諾夫斯克州和薩拉托夫州內，屬於伏爾加河的右支流，發源自伏爾加高地，最終注入伏爾加格勒水庫，河道全長213公里，流域面積9,710平方公里，在每年11月至12月開始結冰，直至翌年3月至4月。
51°49′1″N 46°32′33″E / 51.81694°N 46.54250°E